# ホアキン・ニン
ホアキン・ニン・イ・カステリャーノス（スペイン語: Joaquín Nin y Castellanos, 1879年9月29日 - 1949年10月24日）は、キューバのピアニスト、作曲家。オペラ歌手のローサ・クルメル（後に離婚）との間に3人の子供たち、トラバルド・ニン、作曲家ホアキン・ニン＝クルメル、作家アナイス・ニンをもうけた。

## 生涯
ニンはモーリッツ・モシュコフスキの下でピアノを、スコラ・カントルムで作曲を学んだ（スコラ・カントルムでは1906年から1908年にかけて教鞭を取った）。ピアニストとしてツアーを行い、また作曲家、ポピュラーなスペイン民謡の編曲者としても知られている。
モーリス・ラヴェルの友人で、1928年の『ボレロ』誕生の目撃者であった。
ニンはSpanish Academyのメンバーで、レジオンドヌール勲章を受けた。

## 代表作
- 20のスペインの歌（Cantos populares espanoles, 1923年）